# Marleen Vanderpoorten
Marleen Caroline Valère Vanderpoorten (ur. 21 lipca 1954 w Lier) – belgijska samorządowiec i nauczycielka, w latach 1999–2004 minister edukacji w rządzie Flamandzkiej Wspólnoty Belgii, w latach 2006–2009 przewodnicząca Parlamentu Flamandzkiego.

## Życiorys
Urodzona w rodzinie z liberalnymi tradycjami politycznymi. Jej ojciec Herman był trzykrotnym ministrem i wicepremierem w latach 70. i 80., zaś dziadek Arthur pozostawał ministrem w trakcie II wojny światowej. Kuzyn Patrick Dewael był natomiast premierem Flandrii i wicepremierem rządu krajowego. W 1976 ukończyła historię na Uniwersytecie Gandawskim, uzyskując uprawnienia nauczycielskie. Następnie przez 19 lat nauczała historii i wiedzy o społeczeństwie w szkołach średnich w Lier, Mechelen, Heist-op-den-Berg oraz Herentals. Wchodziła także w skład zarządów różnych instytucji samorządowych i edukacyjnych, w tym Fundacji Króla Baldwina.
Zaangażowała się w działalność Partii Wolności i Postępu, w 1992 przekształconej w Open Vlaamse Liberalen en Democraten. Związana z organizacjami kobiecymi przy tych partiach, od 1992 do 1995 szefowała VLD-Vrouwen i zasiadała w zarządzie VLD. Członek rad prowincji Antwerpia (1987–1991) i Lier (1989–2021), wchodziła w skład władz miejskich tego ostatniego, a od 1995 do 2012 pozostawała burmistrzem. W 1995 uzyskała mandat w pierwszych bezpośrednich wyborach do Parlamentu Flamandzkiego, odnawiała go w 2004 i 2009. Pomiędzy 1999 a 2004 pełniła funkcję minister edukacji we flamandzkim rządach kierowanych przez Patricka Dewaela i Barta Somersa. Od grudnia 2004 do lipca pozostawała wiceprzewodniczącą regionalnego parlamentu, następnie kierowała nim od 13 lipca 2006 do 13 lipca 2009. W latach 2013–2019 kierowała lokalnym centrum zajmującym się pomocą społeczną, następnie w 2019 objęła kierownictwo nad szkołą wyższą AP Hogeschool Antwerpen. W 2021 wycofała się z polityki, rezygnując z mandatu radnej.

## Życie prywatne
Ma dwoje dzieci.